# Булачани
Булачани (мкд. Булачани) су насеље у Северној Македонији, у северном делу државе. Булачани припадају градској општини Гази Баба града Скопља. Насеље је северно предграђе главног града.

## Географија
Булачани су смештени у северном делу Северне Македоније. Од најближег већег града, Скопља, насеље је удаљено 12 km северно.
Насеље Булачани је у оквиру историјске области Црногорје и положено је у јужном подножју Скопске Црне Горе. Северно од насеља изидже се планина, а јужно се пружа Скопско поље, које је плодно и густо насељено. Надморска висина насеља је приближно 480 метара.
Месна клима је континентална.

## Историја
У месту је 1899. године први пут прослављена школска слава Св. Сава. Српска школа је постојала и пре али у њој се није чула химна "Ускликнимо с љубављу". У цркви и школи служио је поп Ристо Јовчевић. Те године школски домаћин (кум) био је Спаса Трајковић, који се и за наредну годину прихватио. После резања славског колача, светосавску беседу је изговорио учитељ.

## Становништво
Булачани су према последњем попису из 2002. године имали 1.104 становника.
Претежно становништво у насељу су етнички Македонци (99%). Остало су Срби.
Већинска вероисповест је православље.